# Niō de Tōdai-ji
El Niō o Kongō-rikishi de Tōdai-ji és un conjunt de dues estàtues monumentals de fusta destinades a protegir la porta principal (Nandai-mon, 'gran porta sud') del temple. Amb més de vuit metres d'alçada, les va realitzar l'escola d'escultura Kei el 1203 durant el període Kamakura del Japó. La col·lecció, tradicionalment atribuïda a quatre grans escultors del període –Unkei, Kaikei, Tankei i Jōkaku–, s'ha catalogat com a tresor nacional.

## Divinitats
Els Niō són dues divinitats budistes, anomenades Agyō i Ungyō en japonés, que guarden l'entrada dels temples. Agyō, representat amb la boca oberta, simbolitza la força bruta, i Ungyō, amb la boca tancada, representa la força continguda.

## Descripció
Els dos Niō estan col·locats a banda i banda de la gran porta sud de Tōdai-ji. Fan 8,36 m i 8,42 m d'altura, respectivament, i pesen unes dues tones. Són fets de xiprer japonés o criptomèria (hinoki) amb la tècnica yosegi-zukuri de tallar peces de fusta i muntar-les per formar l'estàtua final. Més de tres mil peces de fusta formen cada una de les dues estàtues.
L'estil és característic de l'Escola Kei i de l'esperit dels guerrers Kamakura en el poder: realisme de proporcions i fesomies, força i impressió de moviments, amb cossos fins, músculs prominents, roba fluida i cares ferotges.

Entre les inspiracions per a la forma relativament originària de les estàtues hi ha l'escultura del període Tenpyō (basada en l'època Tang) i la dinastia xinesa Song.

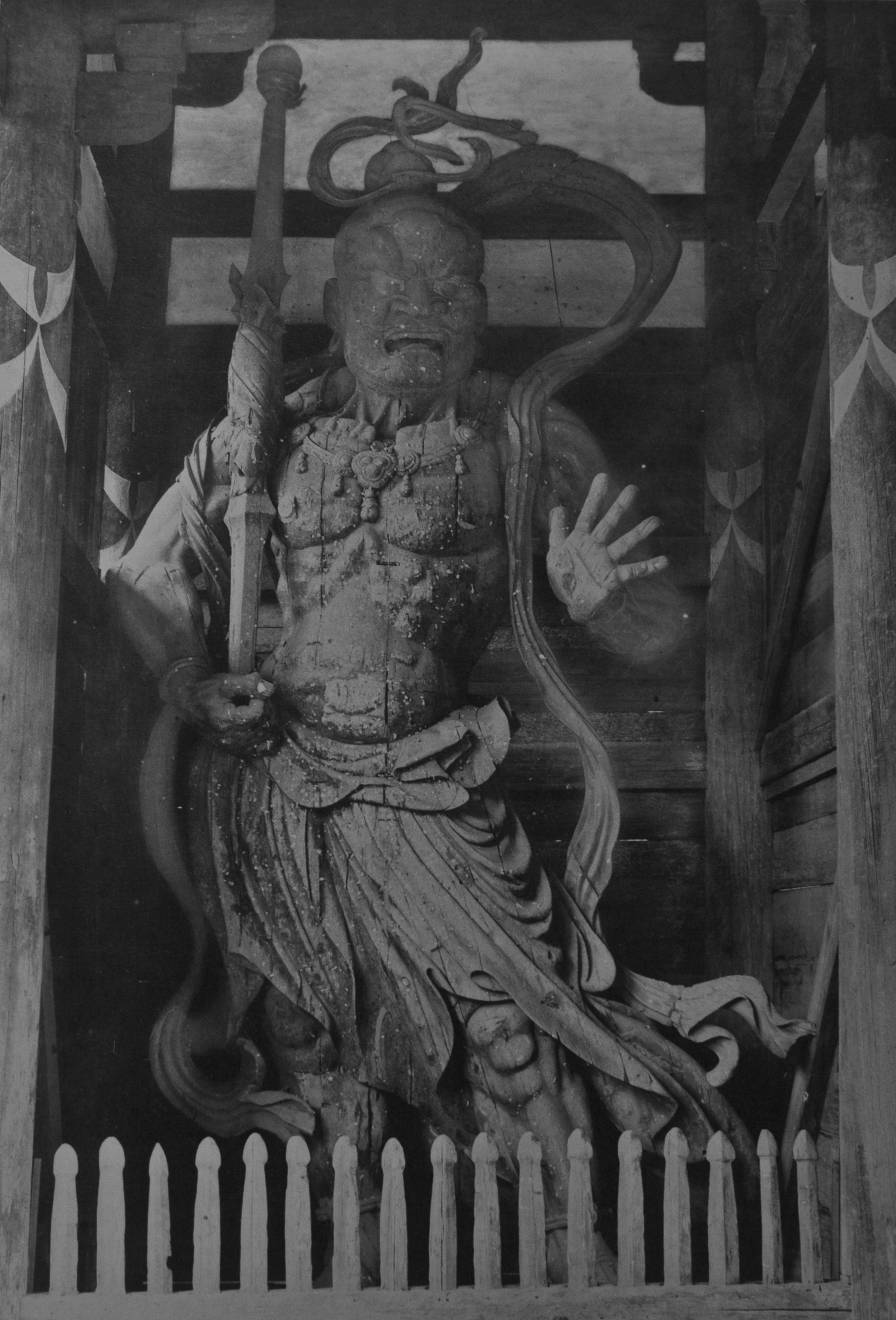
Agyo
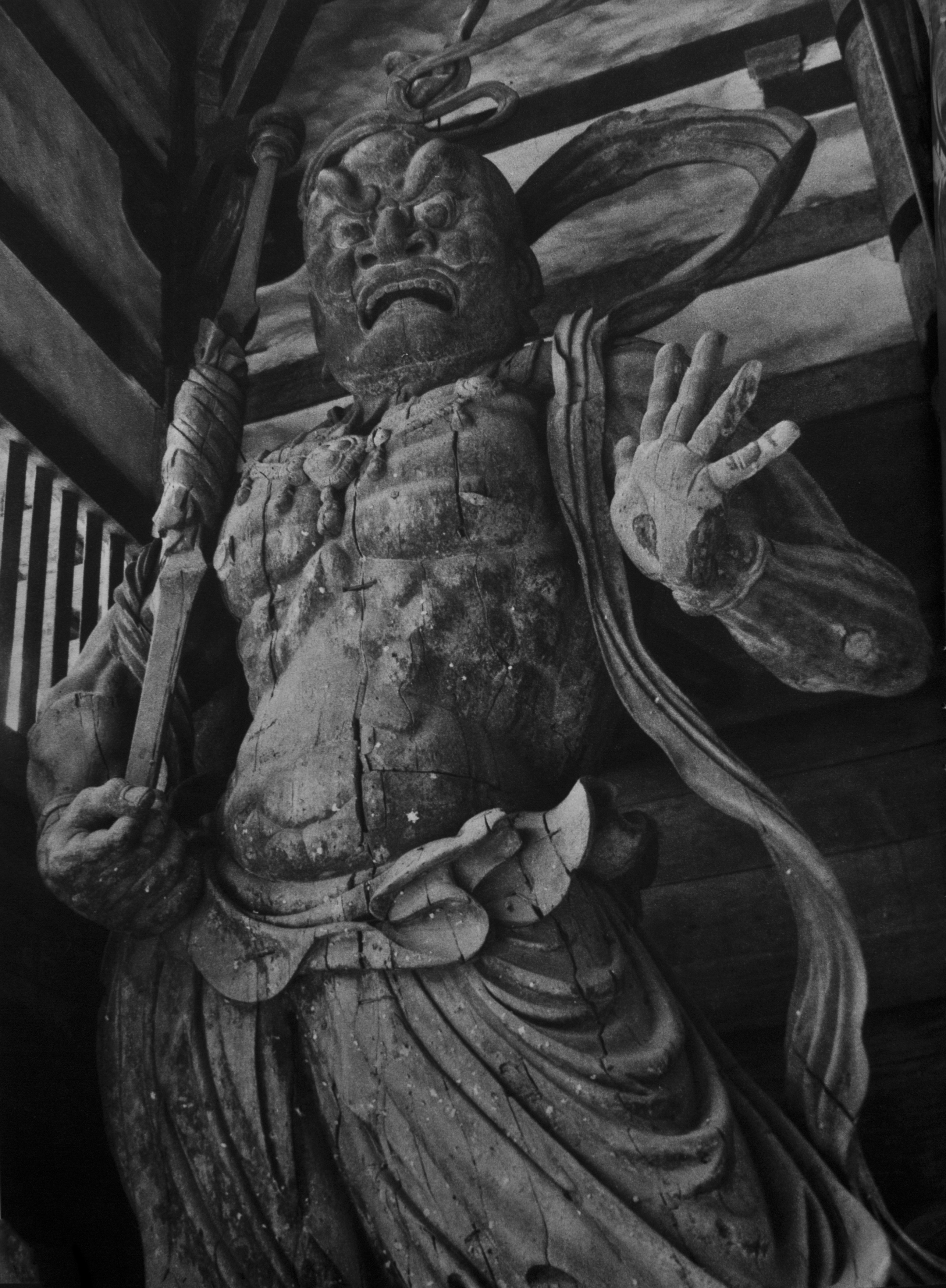
Detall d'Agyo
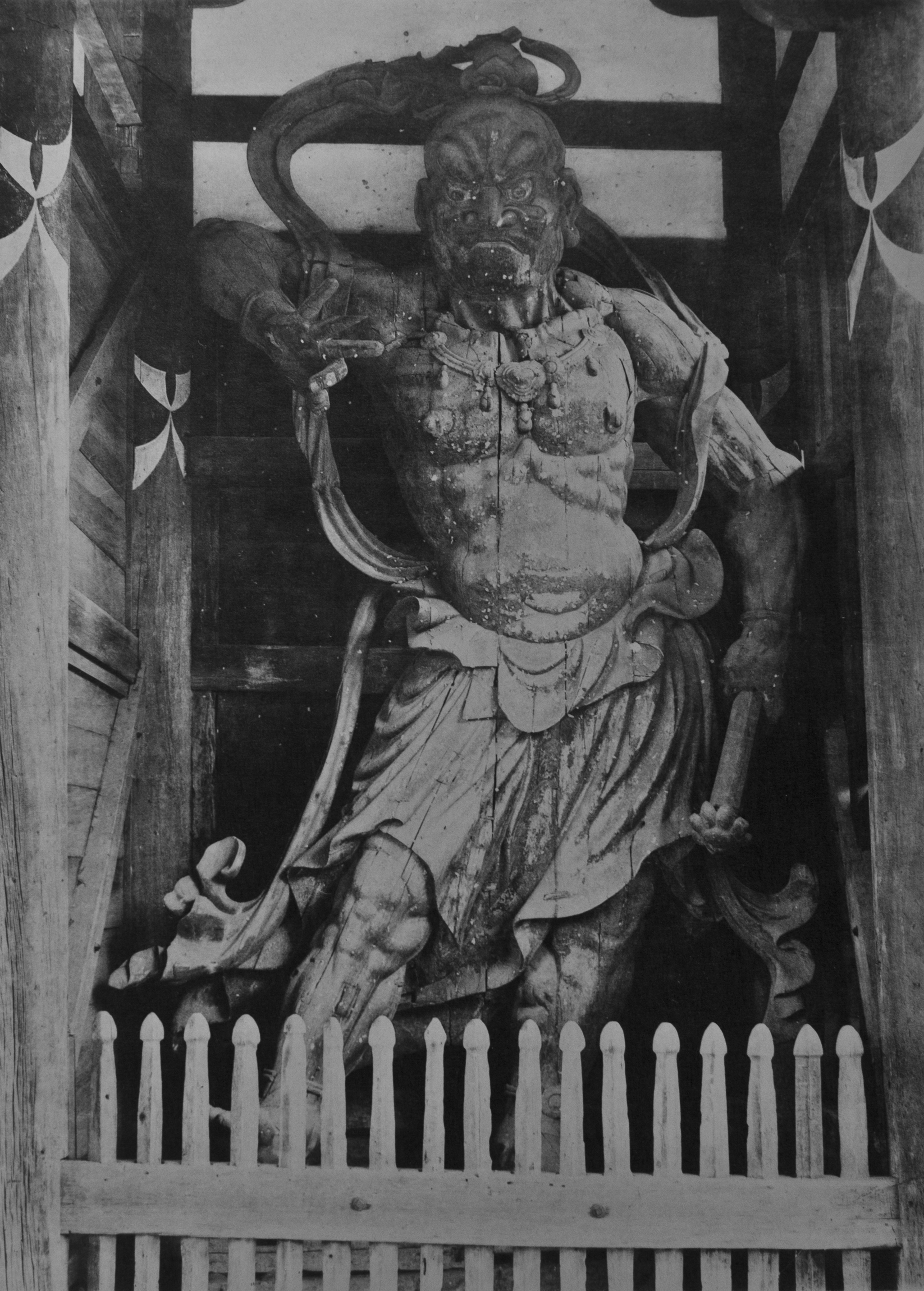
Ungyō
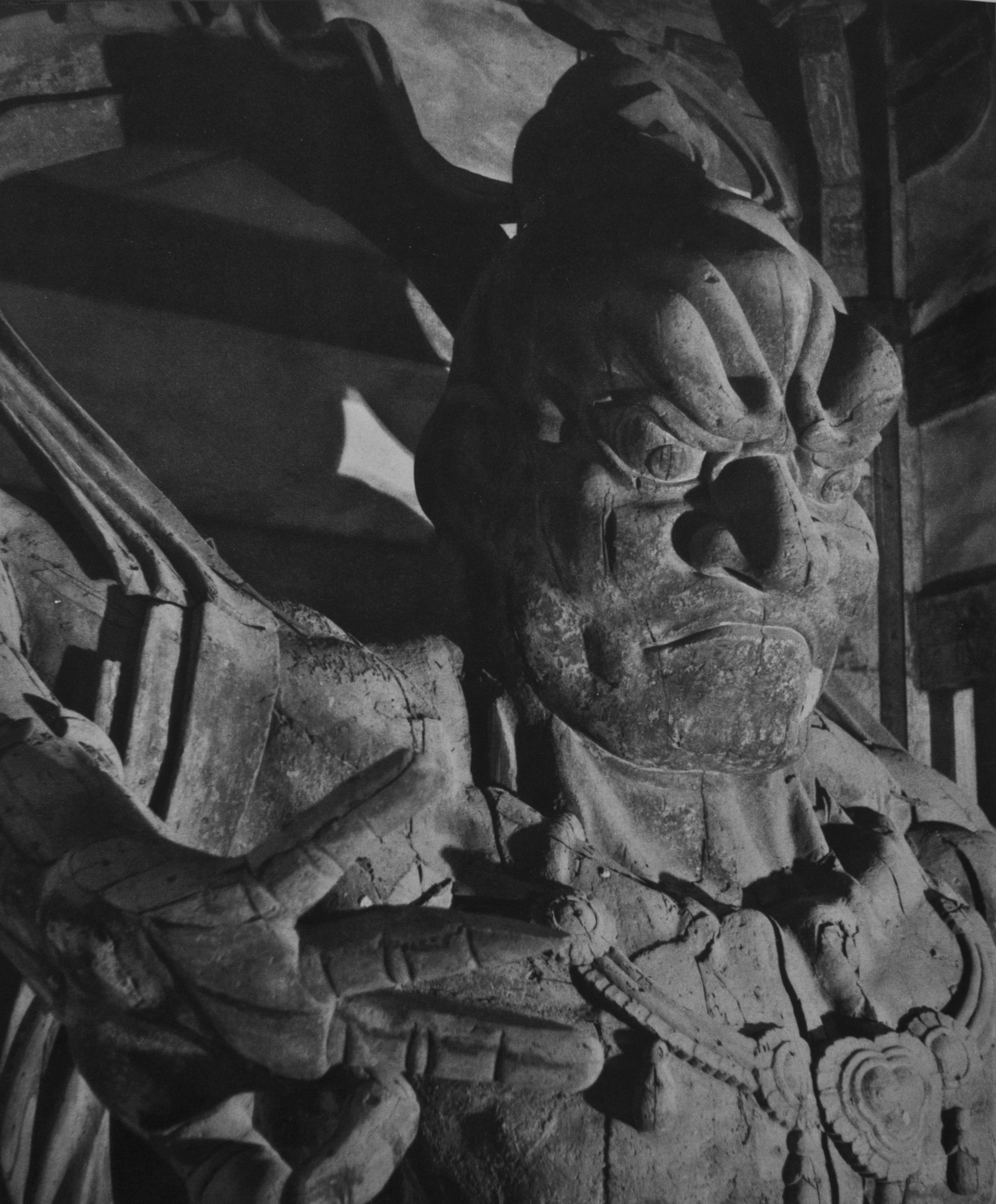
Detall d'Ungyō

## Escultors
La tradició ha atribuït la supervisió de l'obra als dos escultors més importants de l'època: Unkei (per a Ungyō) i Kaikei (per a Agyō). Les restauracions del 1988, però, van descobrir un document dins d'Ungyō i una inscripció sobre Agyō que qüestionava aquestes atribucions. Tankei i Jōkaku haurien dirigit la construcció d'Ungyō amb dotze ajudants; i Unkei i Kaikei la d'Agyō amb tretze ajudants i deu fusters. El Tōdai-ji bettō shidai esmenta setze ajudants i quatre mestres en total. Tanmateix, hi ha algunes hipòtesis sobre el paper precís d'Unkei: potser col·laborà amb Kaikei en Agyō, supervisà tot el projecte com a director de l'escola o potser només hi va fer els darrers retocs. Tankei, fill d'Unkei, que només tenia trenta anys, podria haver sigut aprenent de Jōkaku, un escultor més experimentat.
La curtíssima durada del treball, uns setanta dies, fou possible gràcies a la participació d'assistents escolars en el projecte, perquè la tècnica yosegi-zukuri s'adapta perfectament al treball col·lectiu. Els mestres en van fer models d'argila per a extrapolar-ne proporcions realistes.

## Història

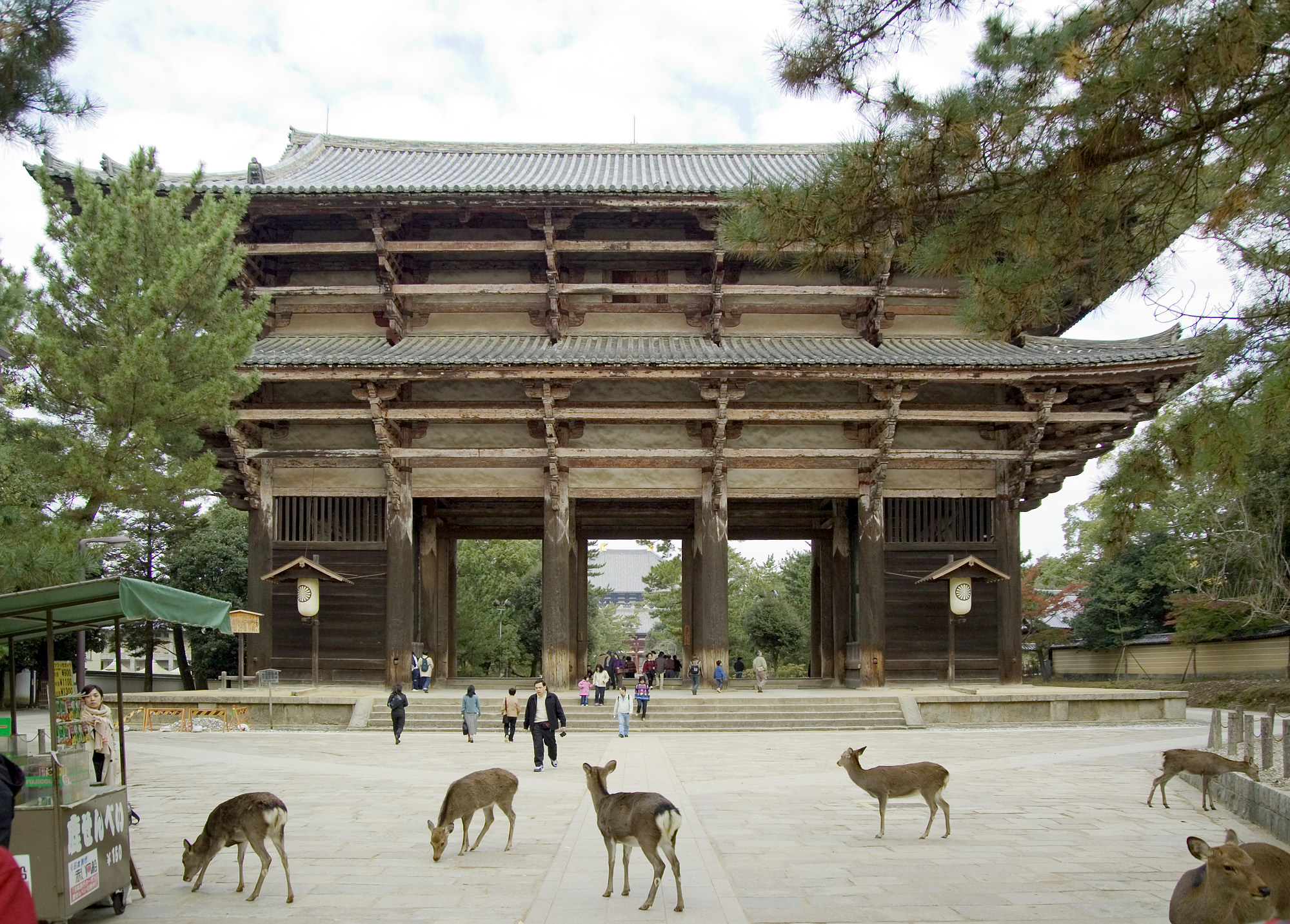
Gran porta sud (nandai-mon) de Tōdai-ji amb cinc trams, les estàtues situades en nínxols als dos trams exteriors

Durant les guerres Genpei, part de Tōdai-ji fou cremada pel clan Taira, a causa de l'aliança del clergat de Nara amb el clan enemic Minamoto. Després de la victòria de Minamoto no Yoritomo i l'establiment del Shogunat de Kamakura, el nou mestre del Japó finançà en gran manera la reconstrucció dels temples destruïts de Nara, inclòs el de Tōdai-ji, el 1180. L'Escola Kei de Nara, modesta llavors però que mostrava un nou estil realista i dinàmic que seduí els samurais, fou responsable de la majoria dels projectes de reconstitució de les escultures.
La gran porta sud de Tōdai-ji es va concloure el 1195 en estil monumental (25,7 m d'alt), i els dos Niō els van esculpir l'Escola Kei el 1203. El Tōdai-ji bettō shidai documenta la data d'inici el 24 de juliol del 1203 i la de finalització el 3 d'octubre del mateix any, un període curt que representa un cert èxit per a l'Escola Kei.
Ambdues estàtues es restauraren entre el 1988 i el 1993, i van revelar inscripcions, un pergamí (Issai nyorai shin himitsu zenshin shari hōkyōin darani kyō) i restes dels retocs finals fets a les estàtues quan es van fer el 1203. Se'ls va fer una altra campanya de manteniment el 2014 i el 2015.

## Patrimoni
Des del 1998, Tōdai-ji ha sigut un dels "monuments històrics de l'antiga Nara" inclòs en la llista del Patrimoni de la Humanitat per la UNESCO. Individualment, tots dos Niō han estat designats com a Tresors Nacionals del Japó des del 1952.